# 野呂芳男
野呂 芳男（のろ よしお、1925年8月2日 - 2010年4月26日）は、日本のキリスト教神学者、牧師。

## 経歴
1925年、東京都江東区で生まれた。1945年、徴兵により慶應義塾大学法学部を中退。除隊後に日本基督教神学専門学校（現東京神学大学）で学び、1948年に卒業。1949年にアメリカ合衆国へ留学し、1952年までドルー大学神学部で学び、学士号(B.D.)を取得。1955年までニューヨーク・ユニオン神学校で学び、神学博士号（Th.D.）を取得。
帰国後、青山学院大学文学部神学科教授に就いた。立教大学文学部キリスト教学科教授に転じた。日本においてウェスレー研究を進め、その基礎となるウェスレー学会を組織して委員長を務め、またウェスレー著作集刊行会委員長などを務めた。1970年、学位論文『実存論的神学』を京都大学に提出して文学博士号を取得。
2002年よりキリスト教会ユーカリスティア名誉牧師であった。

## 活動と業績
日本のウェスレー研究の基礎を築くとともに、実存論的神学を提唱して、バルト神学に依拠する日本のプロテスタント神学の主流とは一線を画した独自の神学思想を展開した。後年は日本の民衆仏教とキリスト教の対話の問題と取り組み、キリスト教の土着化のありかたを模索した。

## 著作
著書
- 『ウェスレー』（日本基督教団出版局、1963年）
- 『実存論的神学』（創文社、1964年）
- 『実存論的神学と倫理』（創文社、1970年）
- 『ウェスレーの生涯と神学』（日本基督教団出版局、1975年）
- 『神と希望』（日本基督教団出版局、1980年）
- 『ウェスレー』人と思想シリーズ95（清水書院、1991年）
- 『キリスト教と民衆仏教─十字架と蓮華』（日本基督教団出版局、1991年）
- 『キリスト教の本質』（松鶴亭出版部、1995年）
- 『キリスト教神学と開けゆく宇宙』（松鶴亭出版部、1996年）
- 『ジョン・ウェスレー』（松鶴亭出版部、2005年）
- 『民衆の神 キリスト─実存論的神学（完全版）』（ぷねうま舎、2015年）

関連書籍
- 『ウェスレーをめぐって：野呂芳男との対話』清水光雄著、教文館、2014年[2]